# McDonnell Douglas MD-80
Dimensions
Le McDonnell Douglas MD-80 est un avion de ligne américain qui était fabriqué par le constructeur aéronautique McDonnell Douglas. Ce dernier développa et commercialisa ensuite une évolution, le MD-90. Après avoir racheté McDonnell Douglas en 1997, Boeing fait évoluer l'appareil, sous le nom de Boeing 717.

## Développement

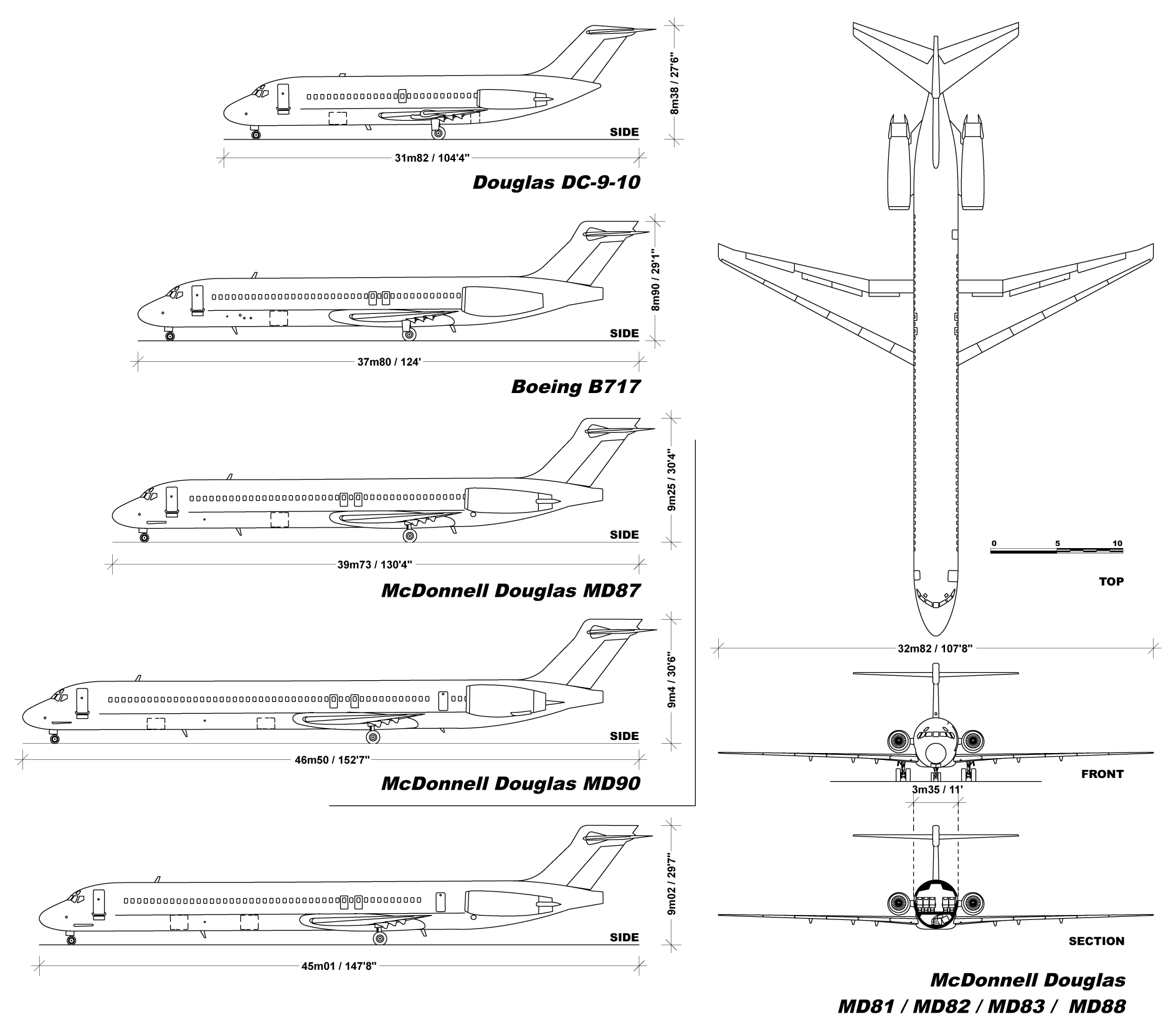
Comparaison de différentes versions, du McDonnell Douglas DC-9 au Boeing 717 en passant par divers MD80

Conçu dans les années 1970, son premier vol eut lieu le 25 octobre 1979. Il s'agit d'une version améliorée du Douglas DC-9 dont le premier vol remonte au 8 avril 1963. La première mise en service du MD-80 chez Swissair et Austrian Airlines eut lieu le 5 octobre 1980.
Connu initialement sous le nom de DC-9 Super 80, il fut construit à 1 191 exemplaires et livré à de nombreuses compagnies. La production de cet appareil a cessé en décembre 1999.
American Airlines, qui en a possédé jusqu'à 375 exemplaires, commencé à retirer 45 derniers d'entre eux en service en mars 2018. Le dernier exemplaire effectue son dernier vol commercial le 4 septembre 2019 (vol 80 de DFW à ORD)
Depuis 2014, Erickson Aero Tanker basé à Hillsboro (Oregon) a commencé à convertir des MD-87 en bombardier d'eau. Cinq sont en service en septembre 2018 avec des réservoirs de 3 000 gallons soit 11 000 litres et deux autres prêts à être convertis.

## Différents modèles
|                           | MD-81                      | MD-82/-88                     | MD-83                      | MD-87                       | MD-90-30ER          |
| ------------------------- | -------------------------- | ----------------------------- | -------------------------- | --------------------------- | ------------------- |
| Passagers (classe unique) | 172                        | 172                           | 172                        | 139                         | 172                 |
| Masse maximale            | 64 000 kg                  | 67 800 kg                     | 72 600 kg                  | 64 000 kg                   | 70 760 kg           |
| Distance franchissable    | 2 900 km (1 570 nm)        | 3 800 km (2 050 nm)           | 4 600 km (2 480 nm)        | 4 400 km (2 380 nm)         | 4 425 km (2 390 nm) |
| Vitesse de croisière      | 811 km/h                   | 811 km/h                      | 811 km/h                   | 811 km/h                    | 811 km/h            |
| Longueur                  | 45,1 m                     | 45,1 m                        | 45,1 m                     | 39,7 m                      | 46,5 m              |
| Envergure                 | 32,8 m                     | 32,8 m                        | 32,8 m                     | 32,8 m                      | 32,87 m             |
| Hauteur                   | 9,05 m                     | 9,05 m                        | 9,05 m                     | 9,3 m                       | 9,4 m               |
| Moteurs                   | 2 Pratt & Whitney JT8D-209 | 2 Pratt & Whitney JT8D-217A/C | 2 Pratt & Whitney JT8D-219 | 2 Pratt & Whitney JT8D-217C | 2 IAE V2525-D5      |
| poussée                   | 8 391 kgf                  | 9 072 kgf                     | 9 525 kgf                  | 9 072 kgf                   | 11 340 kgf          |

## Accidents
- 1er décembre 1981 : Vol Inex-Adria Aviopromet 1308 : Un MD-81 de la compagnie Inex-Adria Aviopromet percute le flanc d'une montagne lors de la phase d'approche de l'aéroport d'Ajaccio, ne laissant aucun survivant parmi les 180 occupants de l'appareil. C'est le premier accident mortel impliquant un avion de la famille des MD-80, ainsi que le plus meurtrier impliquant ce type d'avion. Cet accident est essentiellement dû à plusieurs erreurs de la part des pilotes et du contrôle aérien.
- 16 août 1987 : Vol Northwest Airlines 255 : Un MD-82 de la Northwest Airlines s'écrase lors de son décollage de l'aéroport de Détroit, faisant 156 victimes dont 2 au sol. L'accident est dû à une mauvaise configuration de l'avion pour le décollage (les pilotes, ayant bâclé leur check-list pour le décollage, n'avaient sorti ni les volets ni les becs)
- 12 juin 1988 : Vol Austral Líneas Aéreas 046 : Un MD-81 d'Austral Líneas Aéreas s'écrase dans une zone boisée, lors de la phase d'approche de l'aéroport Libertador General José de San Martín, en Argentine, tuant les 55 passagers et 6 membres d'équipage présent à bord. L'accident est dû à la décision de l'équipage d'effectuer l'approche alors que les conditions météorologiques (faible visibilité, présence de brouillard) ne le permettait pas.
- 27 décembre 1991 : Vol Scandinavian Airlines 751 : Atterrissage d'urgence d'un MD-81 de la Scandinavian Airlines à la suite d'une perte des deux moteurs, causé par l'aspiration massive de glace par ces derniers.
- 1er juin 1999 : Vol American Airlines 1420 : Sortie de piste d'un MD-82 de la compagnie American Airlines, lors d'un atterrissage en pleine tempête.
- 24 août 1999 : Vol Uni Air 873 : Incendie au sol d'un MD-90 à la suite des transports de matériaux dangereux.
- 31 janvier 2000 : Vol Alaska Airlines 261 : Crash d'un MD-83 de la compagnie Alaska Airlines au large de Los Angeles, vol provenant de Puerto Vallarta à destination de San Francisco : 88 morts, aucun survivant. L'accident est dû à une négligence d'entretien et de graissage du compensateur unique de profondeur par le staff technique de la compagnie, soumis à la pression de sa direction qui demandait de réduire les temps d'entretien et d'espacer les révisions pour sauvegarder la stabilité financière de la compagnie[6].
- 8 octobre 2001: Vol Scandinavian Airlines 686 : Collision au sol d'un MD-87 lors de sa phase de décollage en visibilité très réduite (épais brouillard) à l'aéroport Milan-Linate, à Milan, en Italie, collision impliquant également un Cessna CitationJet qui s'était engagé par erreur sur la piste en service. Cette collision a fait 118 victimes (aucun survivant dans les deux appareils, plus 4 personnes au sol).
- 7 mai 2002 : Vol China Northern Airlines 6136 : Un incendie intentionnel provoqué par un passager cause la perte d'un MD-82 de la China Northern Airlines qui s'écrase en mer causant la perte des 103 passagers et 9 membres d'équipage.
- 16 août 2005 : Vol West Caribbean Airways 708 : Crash d'un MD-82 de la compagnie West Caribbean Airways dans une zone montagneuse à l'ouest du Venezuela près de la frontière colombienne, faisant 161 victimes. L'appareil volait à une altitude trop élevée compte tenu de sa masse totale, de l'activation du dégivreur qui réduisait la poussée des moteurs, des conditions météo orageuses et plus particulièrement d'une rafale de vent ascendant de 30 km/h, le tout ayant provoqué le décrochage. Trop occupé à comprendre le problème de poussée des moteurs et n'ayant pas été correctement formé pour ce genre de situation, l'équipage n'a pas réagi convenablement au décrochage.
- 16 septembre 2007 : Vol One-Two-Go Airlines 269 : Crash d'un MD-82 de la compagnie One Two Go lors de son atterrissage à l'aéroport de Phuket (Thaïlande) faisant 90 victimes parmi les 130 passagers.
- 30 novembre 2007 : Vol Atlasjet 4203 : Crash d'un MD-83 de la compagnie Atlasjet en Turquie, peu avant son atterrissage à l'aéroport d'Isparta, faisant 57 victimes dont 7 membres d'équipage[7].
- 20 août 2008 : Vol Spanair 5022 : un MD-82 enregistré EC-HFP sur le vol JK5022 de Madrid à Las Palmas, avec 172 personnes à bord, manque son décollage (décollage au moins du train avant, l'avion sort de la piste sur la droite, heurte le sol puis se brise en deux, avant la fin de la piste). L'avion a décollé de 12 mètres puis est retombé car les volets et les becs d'attaque des deux ailes n'étaient pas déployés au moment du décollage. L'alarme destinée à signaler cette anomalie au moment où la manette de commande des réacteurs est poussée n'a pas fonctionné car les pilotes ont décidé de partir avec une alarme dysfonctionnelle. Il y a eu 154 morts et 18 blessés selon les autorités.
- 3 juin 2012 : Vol Dana Air 992 : un McDonnell Douglas MD-83 de la compagnie Dana Air, transportant 153 passagers, qui venait de quitter l'aéroport international de Lagos au Nigeria s'écrase sur un immeuble de deux étages, faisant 159 morts.
- 24 juillet 2014 : le Vol Air Algérie 5017 en provenance de Ouagadougou au Burkina Faso et se dirigeant vers Alger, un MD-83 affrété auprès de la compagnie espagnole Swiftair, avec 116 passagers et membres d'équipage à son bord, s'écrase dans le désert malien, ne laissant aucun survivant[8].
- 27 janvier 2020 : le Vol Caspian Airlines 6936 (en), un McDonnell Douglas MD-83 de la compagnie iranienne Caspian Airlines a fait une sortie de piste, s’arrêtant finalement sur l'autoroute. Les 135 passagers ainsi que les membres de l'équipage sont sortis indemnes[9].
- 19 octobre 2021 : un MD-87 construit en 1987 fait une sortie de piste au décollage du Houston Executive Airport (en) puis est détruit dans un incendie. Les trois membres d'équipage et 18 passagers ont survécu[10].
- 21 juin 2022, à 17h45[11],Vol Red Air 203: un McDonnel Douglas MD82 est sorti de piste lors de son atterrissage à l'Aéroport International de Miami en Floride à la suite d'une défaillance du train avant, ce qui a causé un incendie et l'évacuation des 137 personnes se trouvant à bord.

À noter également les quelques accidents de DC9, de fait le même appareil, non répertoriés ci-dessus.

## Galerie

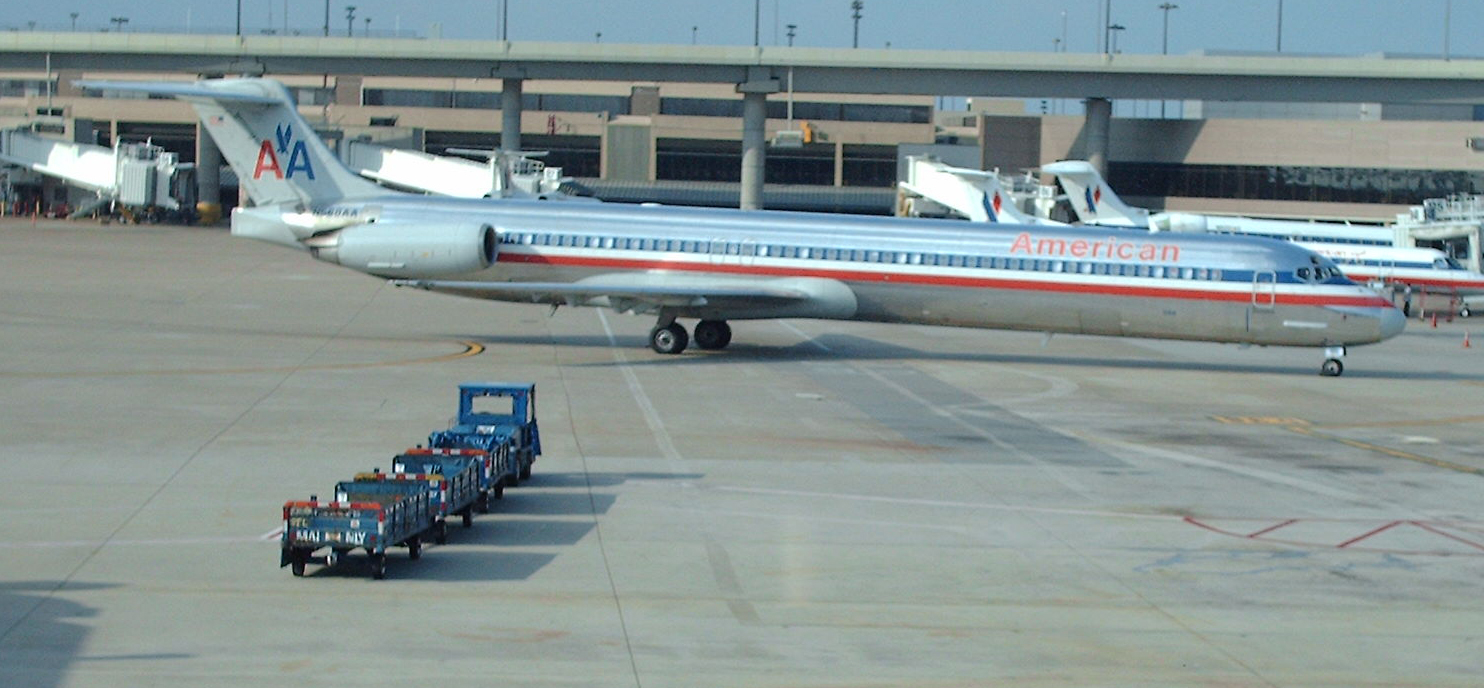
MD-80 d'American Airlines à Dallas/Fort Worth.
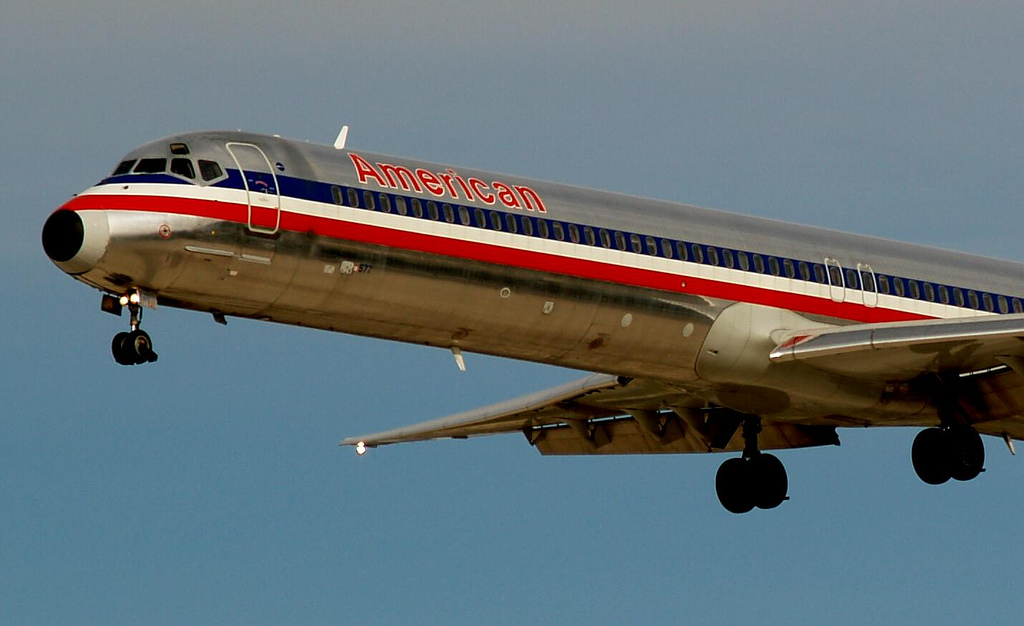
MD-80 d'American Airlines.
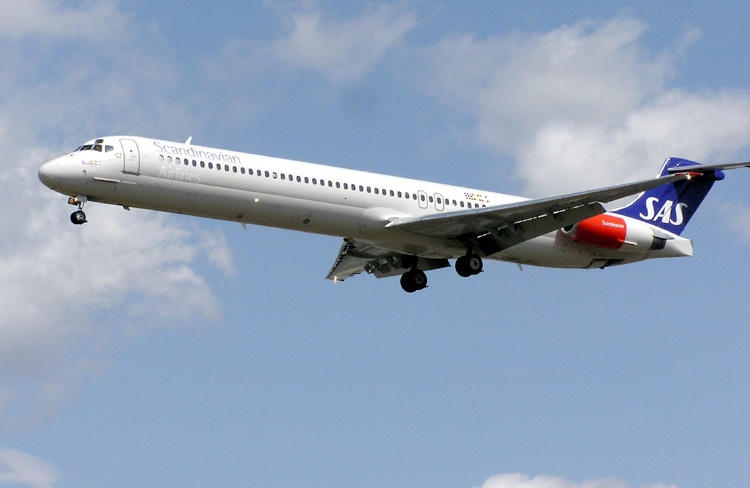
MD-82 de SAS à London-Heathrow.
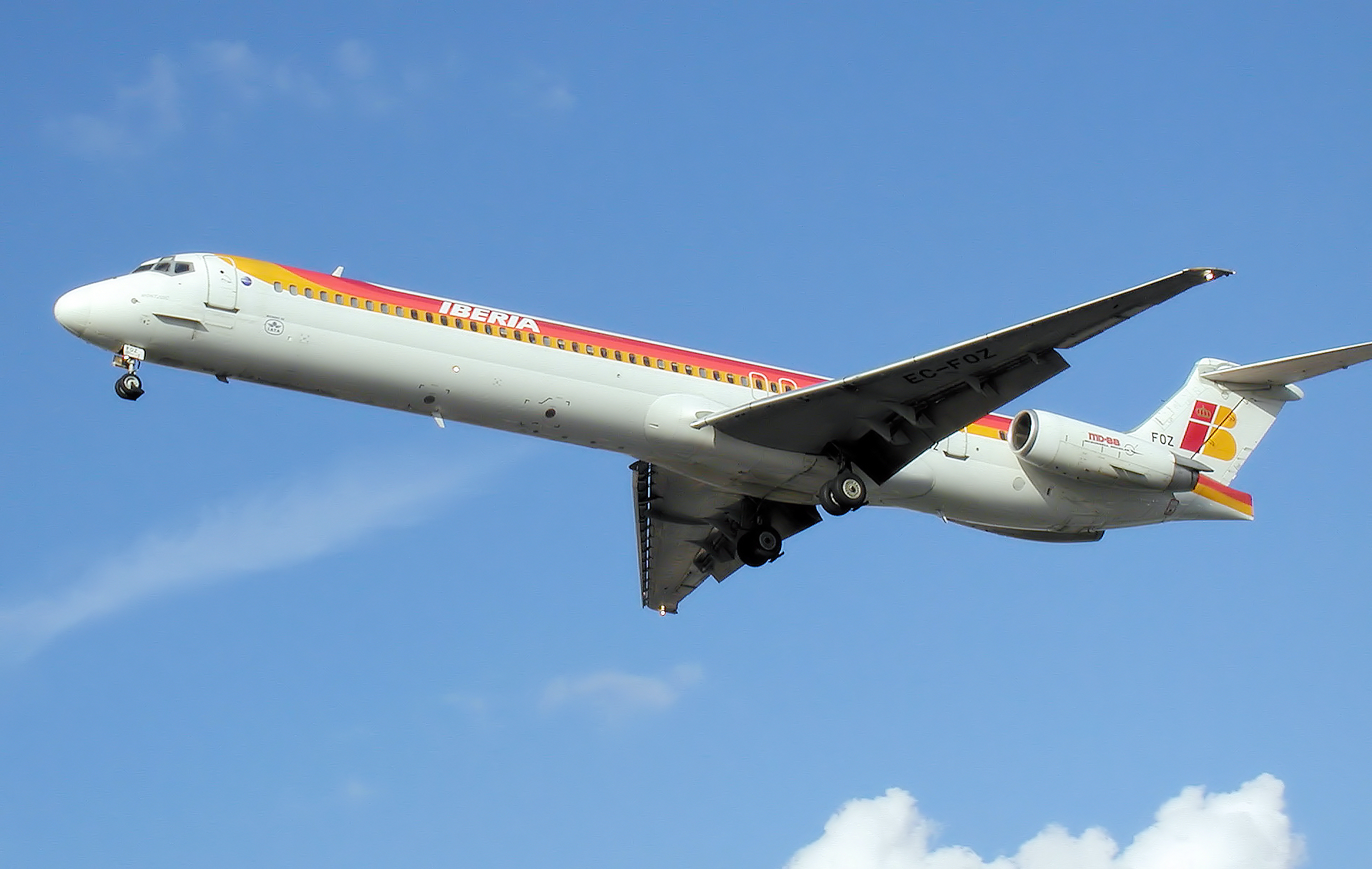
MD-88 d'Iberia.
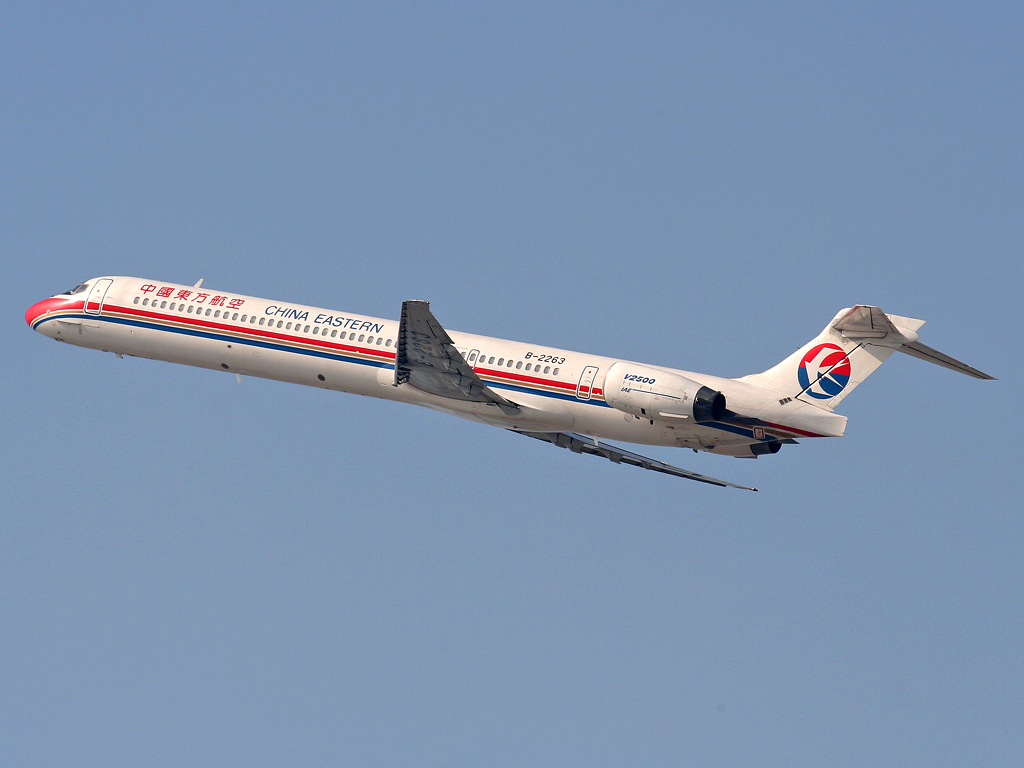
MD-90 de China Eastern Airlines.
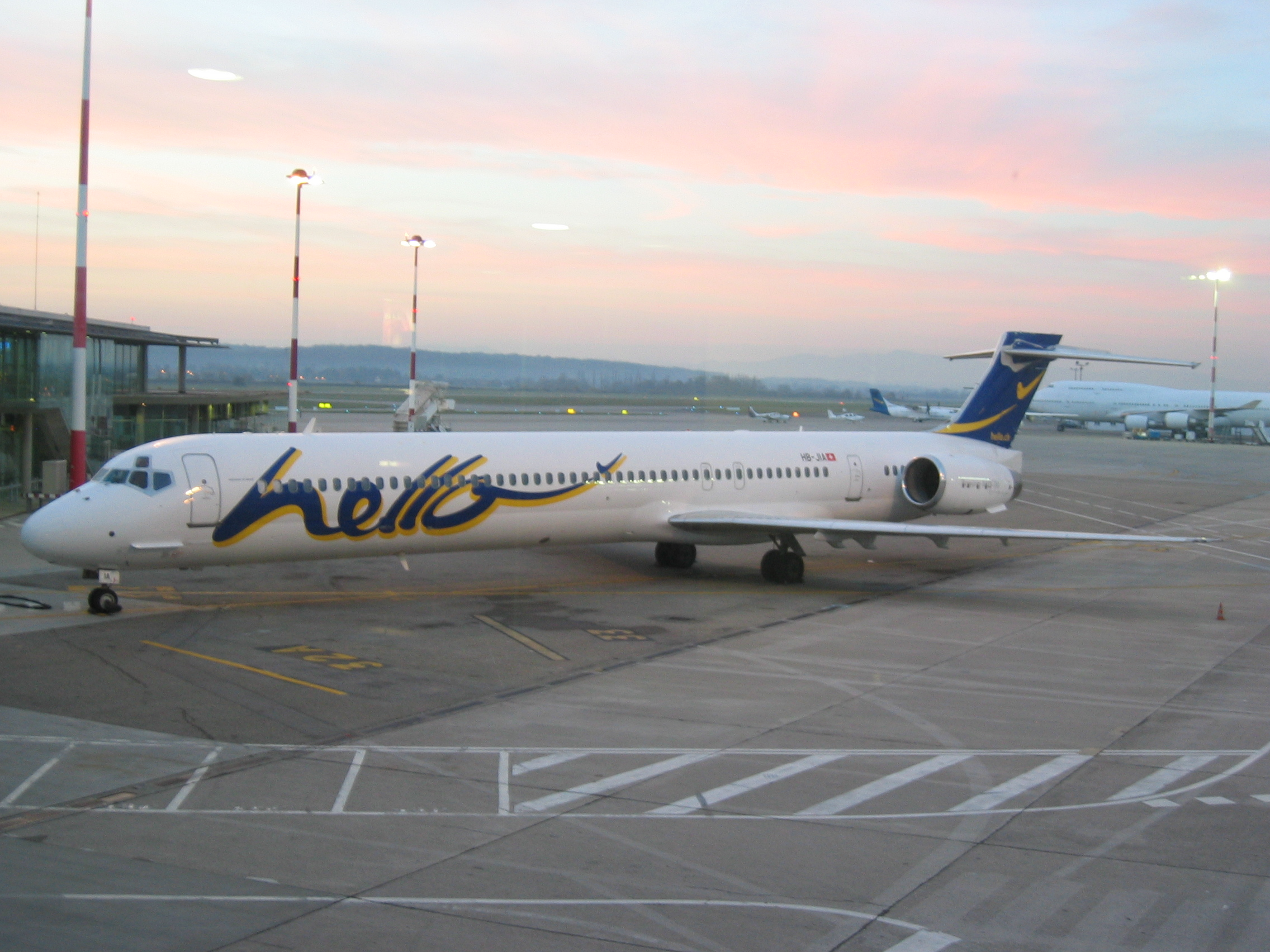
Un des 6 MD-90 de la compagnie Hello.
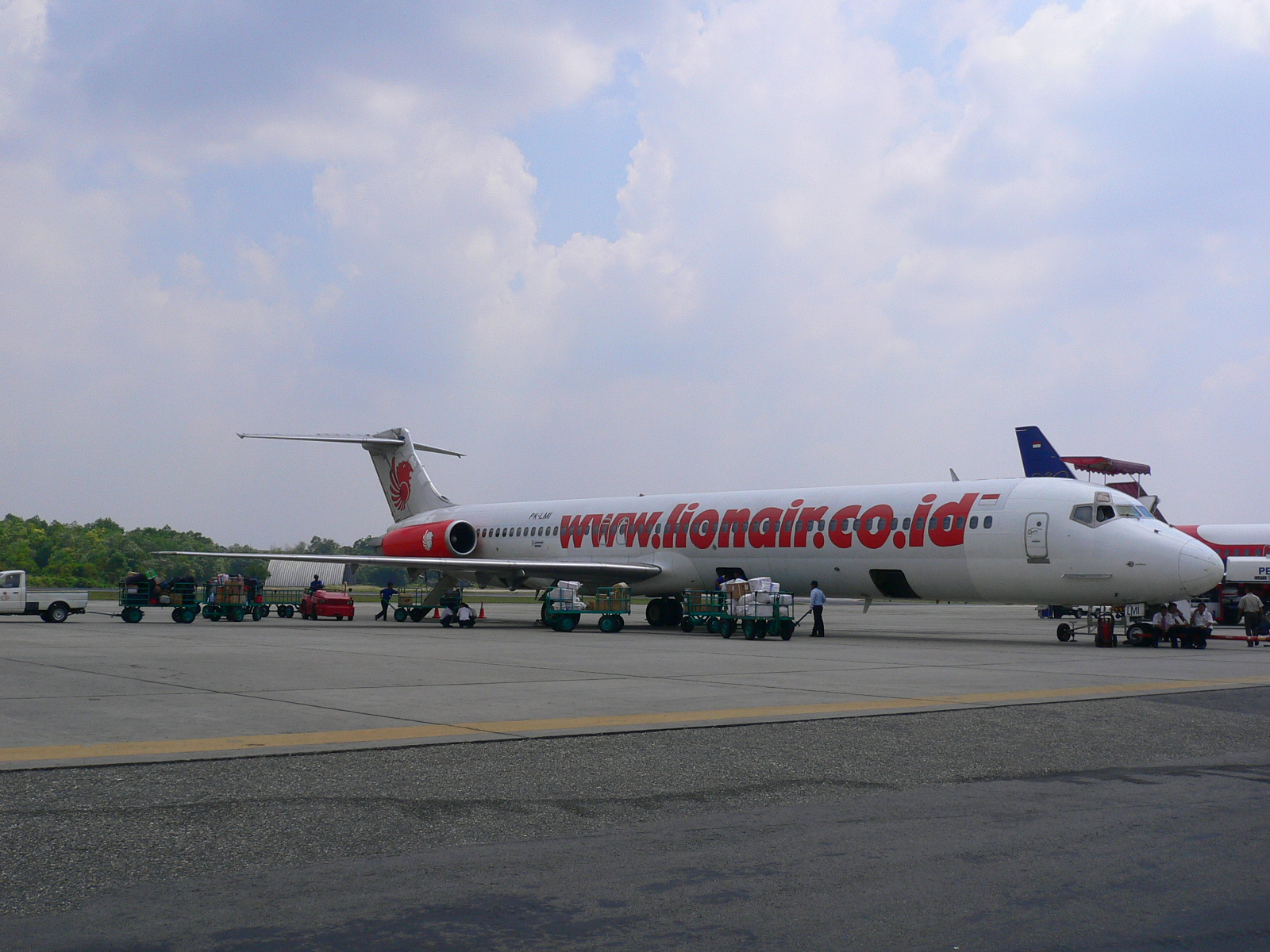
Un MD-90 de la compagnie indonésienne Lion Air.